# Patania tardalis
Patania tardalis is een vlinder uit de familie van de grasmotten (Crambidae). De wetenschappelijke naam van deze soort is voor het eerst gepubliceerd in 1880 door Pieter Snellen.
Deze soort komt voor in Indonesië (Sulawesi).